# 马里博尔
马里博尔，旧称德劳河畔马堡（德語：Marburg an der Drau），是斯洛文尼亚馬里博爾城市市鎮内的城市及其行政中心。位于德拉瓦河畔，是该国第二大城市也是下施蒂利亞的最大城市。
马里博尔于1164年首次被提及为城堡，1209年作为定居点，1254年作为城市。与大多数斯洛文尼亚民族领土一样，马里博尔一直处于哈布斯堡王朝的统治之下，直到1918年，鲁道夫·迈斯特尔和他的部下为斯洛文尼亚人、克罗地亚人和塞尔维亚人国占领了这座城市，然后加入塞尔维亚王国成立了南斯拉夫王国。1991年，马里博尔成为独立的斯洛文尼亚的一部分。
马里博尔与葡萄牙城市吉马良斯一起被选为2012年欧洲文化之都。

## 名称
马里博尔在历史资料中被证明是1145年左右的Marpurch（后来又被称为Marchburch、Marburc和Marchpurch），是中古高地德语“march”（边疆区）+“burc”（堡垒）的复合体。在现代，该镇的德语名称为Marburg an der Drau（发音为[ˈmaʁbʊʁk ʔan deːɐ̯ ˈdʁaʊ̯]；字面意思是“德拉瓦河畔的马尔堡”）。
斯洛文尼亚语名称Maribor是由斯坦科·弗拉兹于1836年进行的斯洛文尼亚化创造。弗拉兹以伊利里亚主义的精神创造了这个名称，并将其与勃兰登堡的名字进行了类比（下索布语：Bramborska）。在当地，该市在斯洛文尼亚语中被称为Marprk或Marprog。1861年，当洛弗罗·托曼发表了一首名为《Mar i bor》的歌曲时，斯洛文尼亚人接受了马里博尔这个名字，并将其命名为“Mar”（“关心”）+i（“和”）+bor（“为之而战”）。除了斯洛文尼亚语和德语名称外，这座城市在拉丁语中也被称为Marburgum，在意大利语中被称为Marburgo。

## 历史

### 史前时期
马里博尔地区已知最古老的定居点遗迹可以追溯到公元前5千年，即铜石并用时代。随着马里博尔西部道路的建设，人们发现了公元前44世纪至42世纪的更大定居点。在马里博尔附近的斯波德涅霍切和马雷奇尼克附近的梅列山下面的另一个城镇也发现了大约同一时期的另一处定居点。梅列山下的另一个定居点也被发现可以追溯到公元前四千年。
公元前3000年，随着青铜时代的到来，马里博尔地区出现了更加明显的定居环境。公元前13至12世纪，在骨灰瓮文化时代，佩凯尔发现了新的定居点。大约在公元前1000年，新的定居者搬到了马里博尔地区。在今天的姆拉丁斯卡乌里察发现了那个时期的一个瓮场墓地，在波布雷日耶还发现了另一个墓地。

### 古代
随着铁器时代和哈尔施塔特文化的发展，新的定居点开始出现在山上。其中之一是波霍列山的波什泰拉。波什泰拉是一座古城，公元前6世纪被遗弃，公元前2世纪再次有人居住。
在罗马时代，马里博尔后来发展的地区是诺里库姆省的一部分，就在与潘诺尼亚的边界上。在那段时期，被称为“乡村别墅”的罗马农业庄园占据了拉德瓦涅、贝纳瓦、博霍瓦和霍采周围的地区。其中最著名的是今天马里博尔的博洛瓦瓦斯社区。该地区还建立了一条重要的贸易路线，一个方向连接采莱亚（采列）和弗拉维亚·索尔瓦，另一个方向则连接波埃托维奥（普图伊）和诺里库姆中部。

### 中世纪
哈布斯堡君主国 (1555–1804)

 奥地利帝國 (1804–1867)

 奥匈帝国 (1867–1918)

 斯洛文尼亚人、克罗地亚人和塞尔维亚人国 (1918)

 南斯拉夫王國 (1918–1941)

 纳粹德国 (1941–1945)

 南斯拉夫社會主義聯邦共和國 (1945–1991)

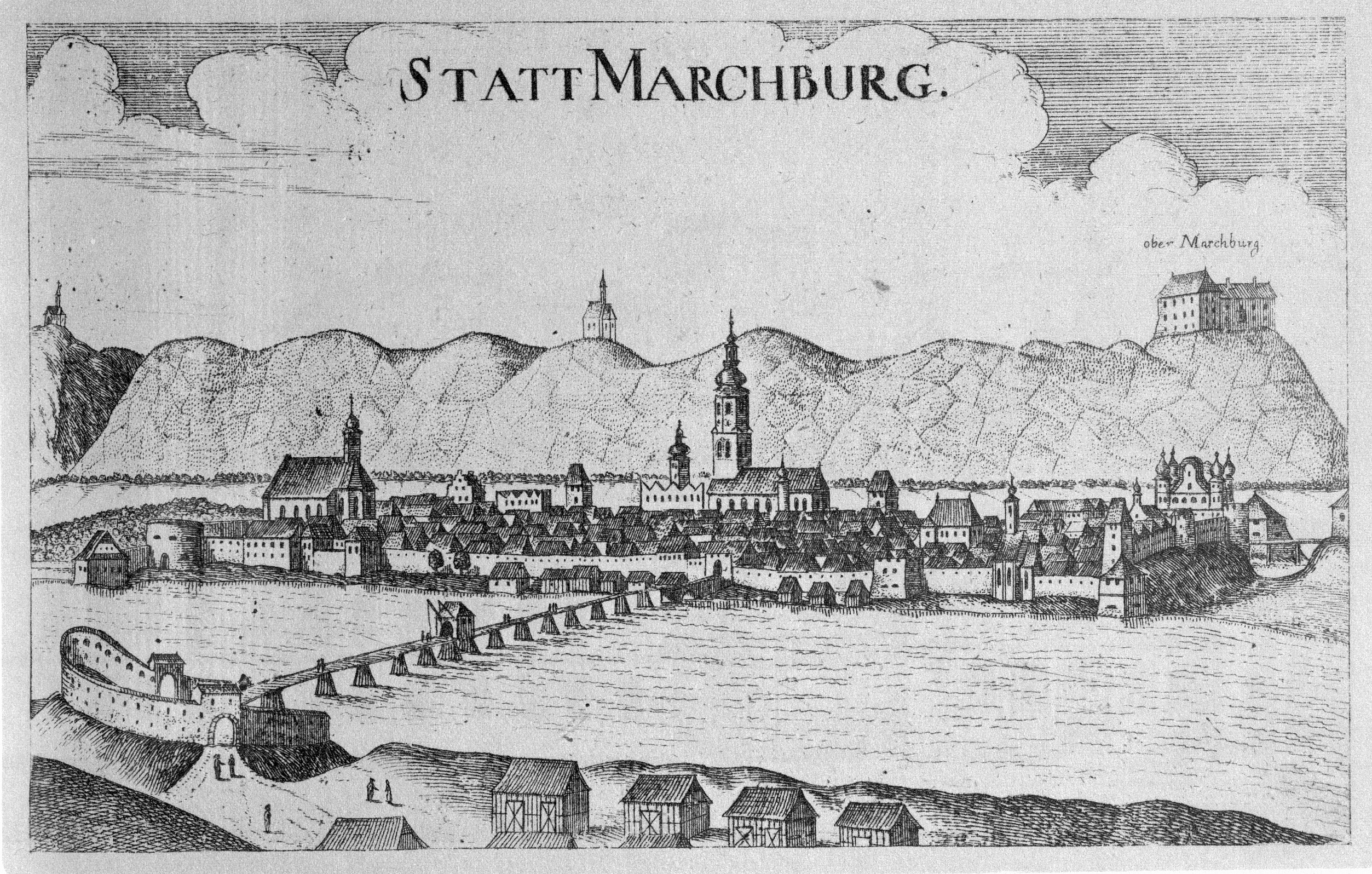
17世纪的马里博尔的铜版画，由格奥尔格·马特乌斯·维舍尔创作于1678年

罗马帝国灭亡后，斯拉夫人定居在马里博尔地区。拉德瓦涅发现了一座斯拉夫墓地，可追溯到公元10世纪。后来成为马里博尔的地区当时是萨摩帝国的第一部分，后来该地区位于卡兰塔尼亚和下潘诺尼亚之间的边界。843年，该地区被法兰克王国吞并。
在法兰克王国统治时期，该地区再次位于边境，这次是在法兰西王国和匈牙利公国之间。为了保护法兰克王国免受匈牙利人的袭击，在金字塔山上建造了一座城堡。 这座城堡于1164年10月20日首次被提及，名为Castrum Marchburch。城堡下面很快就有了定居点。1204年，马里博尔首次被提及为城堡附近的一个市场，1254年，它获得了城镇特权。这座城堡很可能在1164年之前就存在了，因为该地区的伯爵特里克希安的伯纳德在1124年已经使用了头衔Bernhard von Marchpurg，即“马里博尔的伯纳德”。

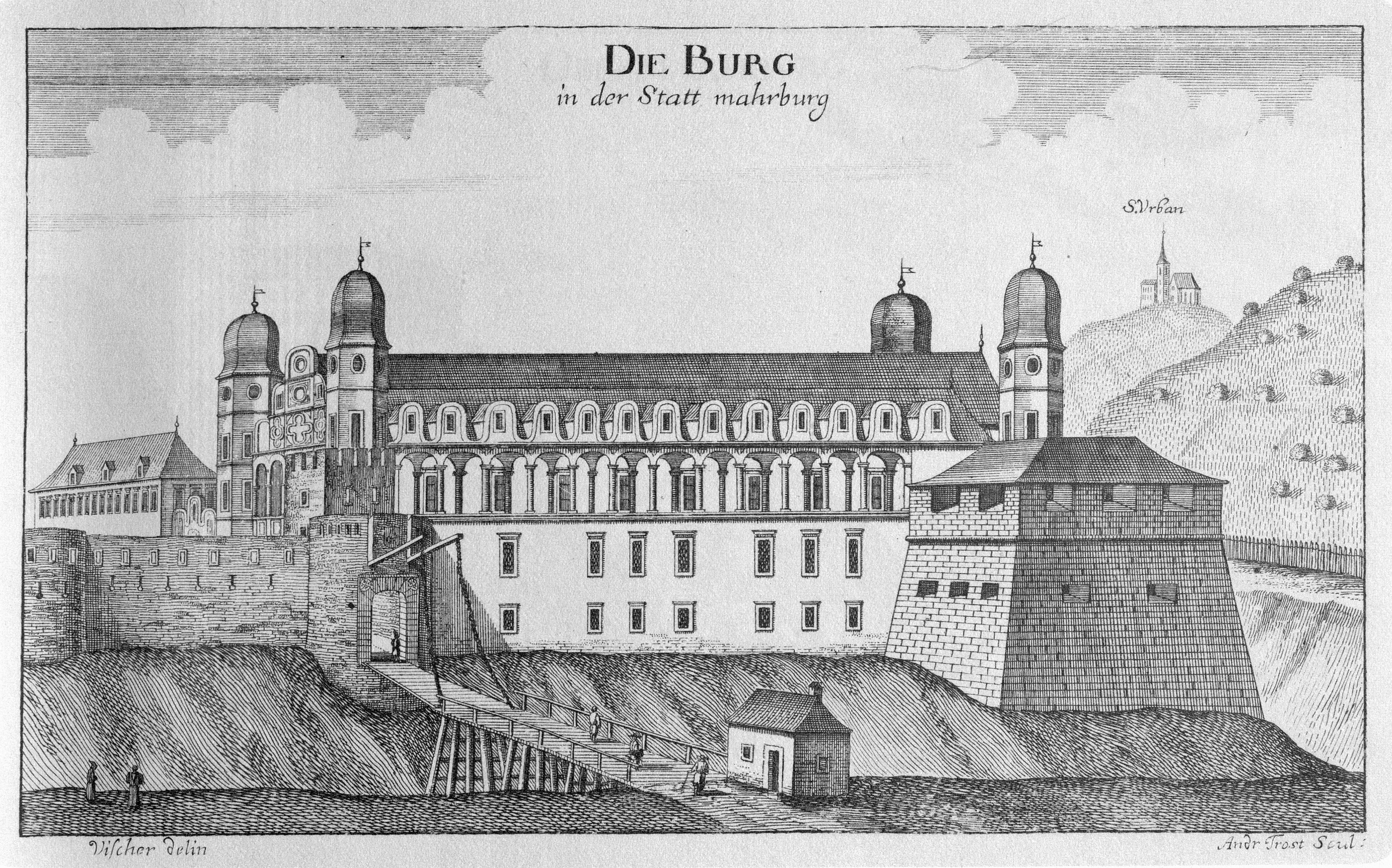
马里博尔城堡，G. M. 菲舍尔创作的铜版画

1278年哈布斯堡王朝的鲁道夫一世战胜波希米亚国王奥托卡二世后，该镇开始迅速发展。该镇建造了防御工事，贸易、葡萄栽培和手工艺品开始增长。该镇垄断了整个地区，还控制了与克恩顿州的葡萄栽培贸易。第一座教堂建成了，也是在这个时候，第一批犹太人到达马里博尔。犹太人在城镇的东南部建造了自己的贫民窟，他们还在那里建造了马里博尔犹太会堂。大多数斯洛文尼亚人居住在城镇的西北部，即现在的斯洛文尼亚街（Slovenska ulica）。
1478年，第二座城堡建在该镇的东北侧，今天被称为马里博尔城堡。1480年和1481年，马蒂亚斯·科维努斯 （Matthias Corvinus） 围攻该镇，但两次都未能征服它。1496年，马克西米连一世颁布法令，将所有犹太人驱逐出马里博尔和施蒂利亚州。1515年，马里博尔市政厅建成，几年后的1532年，马里博尔再次遭到围攻，这次是奥斯曼帝国。在后来被称为马里博尔围城战的战斗中，一支 100,000 人的奥斯曼军队在苏莱曼大帝的领导下袭击了该镇，该镇仅由当地驻军及其市民保卫。尽管困难重重，马里博尔还是成功守住了，马里博尔鞋匠的传说至今仍广为流传，他升起了水闸闸门并淹没了奥斯曼军队。

### 近代
在17世纪，无数的大火将该镇夷为平地。四次严重火灾发生在1601年、1645年、1648年和1700年。因此，该镇被多次重建。除了火灾之外，瘟疫还摧毁了该镇的人口。三次严重的瘟疫流行发生在1646年、1664年和1680年。由于瘟疫，该镇失去35%的人口。为了纪念瘟疫的结束，1681年建造了一座瘟疫柱，原来的柱子在1743年被替换。1846年，南部铁路穿过该镇，导致了巨大的经济增长和领土扩张。1859年，拉万特教区的主教安东·马丁·斯洛姆谢克（Anton Martin Slomšek）将教区所在地转移到马里博尔，并进一步鼓励使用斯洛文尼亚语。通过这次转移，马里博尔也开办第一所高等学校。四年后，马里博尔与克恩顿州建立了联系，修建了从马里博尔到普雷瓦列的铁路。1868年，斯洛文尼亚第一份日报《Slovenski narod》在今天的斯洛姆谢克广场（Slomškov trg）创刊。1883年4月4日，斯洛文尼亚民族领土上的第一盏电灯安装在城堡广场（Grajski trg）。著名的电气工程师尼古拉·特斯拉（Nikola Tesla）于1878年至1879年住在马里博尔，在这里他获得了第一份工作。马里博尔国家大厅建于 1899 年，成为所有施蒂里亚斯洛文尼亚人的政治、文化和经济中心。

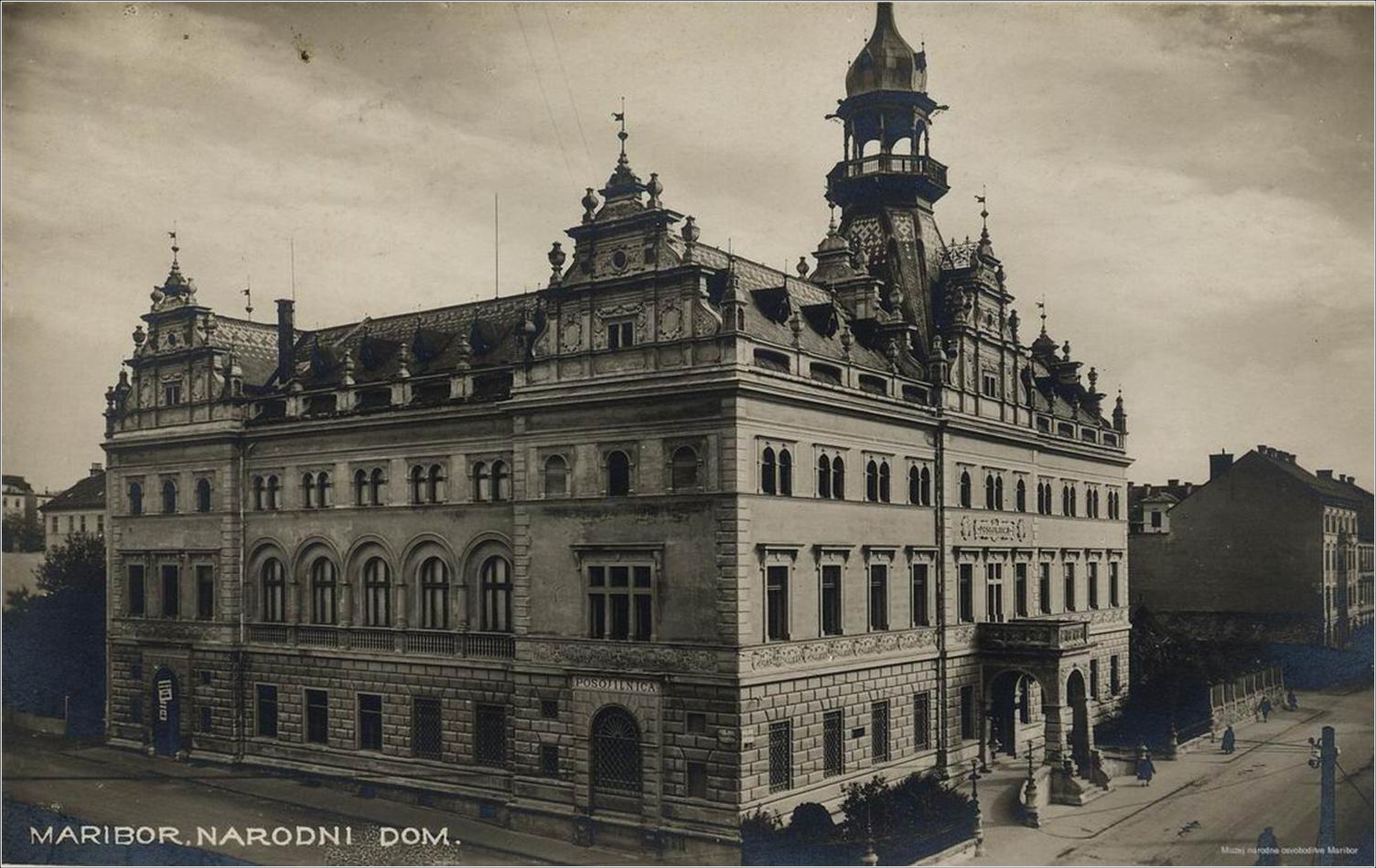
马里博尔国家大厅的明信片

1900 年，该市本身的人口为 82.3%德意志裔奥地利人（19,298 人）和17.3% 的斯洛文尼亚人（4,062 人;:4该市的大部分资产和公共生活都掌握在德意志裔奥地利人手中。然而，不包括该市的县只有10,199名德意志裔奥地利人和78,888名斯洛文尼亚人，这意味着该市完全被斯洛文尼亚少数民族领土包围。:210,300 一些后来成为城市一部分的前独立定居点的斯洛文尼亚人比德语奥地利人更多（例如科日采维纳、拉德瓦涅、特兹诺），而另一些定居点则是奥地利人多于斯洛文尼亚人（例如波布雷日耶和斯图登齐）。:202-206 1913年，在德拉瓦河上开通了一座新桥，今天被称为老桥。在第一次世界大战中，奥匈帝国陆军第47步兵团驻扎在该市，并在伊松佐河前线作战。在第一次世界大战期间，克恩顿州和施蒂利亚州的许多斯洛文尼亚人因涉嫌与奥匈帝国为敌而被拘留。这导致了奥地利人和斯洛文尼亚人之间的不信任。

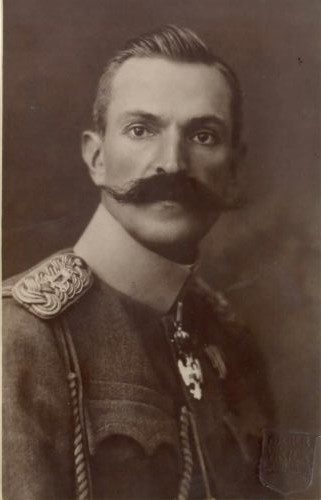
鲁道夫·迈斯特尔

1918 年奥匈帝国崩溃后，斯洛文尼亚人、克罗地亚人和塞尔维亚人国以及德意志-奥地利都声称拥有马里博尔。1918年11月1日，安东·霍利克上校在梅列军营召开了一次会议，决定该市将成为德意志-奥地利的一部分。出席会议的斯洛文尼亚族少校鲁道夫·迈斯特尔（Rudolf Maister）谴责了这一决定，并组织了斯洛文尼亚军队，从而夺取了对这座城市的控制权。所有奥地利官兵都被解除武装并复员到新的德意志-奥地利国家。德语市议会随后召开了一次秘密会议，决定尽一切可能为德意志-奥地利夺回马里博尔。他们组织了一支名为“绿色卫队”（Schutzwehr）的军事单位，这支部队大约有400名装备精良的士兵反对亲斯洛文尼亚和南斯拉夫的迈斯特尔少校。11月23日清晨，斯洛文尼亚军队出其不意地解除了绿色卫队的武装。从而确保这座城市在斯洛文尼亚人的控制之下。
1919年1月27日，奥地利人聚集在该市市场等待美国和平代表团，遭到斯洛文尼亚军队的射击。9名公民被杀，18人受重伤；:142究竟是哪人下令开枪，从未明确确定。德国消息人士指责迈斯特尔的部队无故开枪。反过来，马克斯·波哈尔等斯洛文尼亚目击者声称，德语奥地利人袭击了守卫市政厅的斯洛文尼亚士兵，其中一人甚至用左轮手枪射击，并用刺刀击中了一名斯洛文尼亚士兵。:141德语媒体称这一事件为马尔堡的血腥星期天。由于马里博尔现在牢牢掌握在斯洛文尼亚军队手中，并完全被斯洛文尼亚领土包围；1919年9月10日，战胜国与德意志-奥地利签订的《圣日耳曼条约》中，该城市被承认为塞尔维亚人、克罗地亚人和斯洛文尼亚人王国的一部分。由于鲁道夫·迈斯特尔在马里博尔的行动以及后来在克恩顿州的奥地利-斯洛文尼亚冲突中的行动，迈斯特尔今天被认为是斯洛文尼亚的民族英雄。
1918年后，马里博尔的大部分德语奥地利人离开塞尔维亚人、克罗地亚人和斯洛文尼亚人王国前往奥地利。南斯拉夫对奥地利德意志少数民族奉行同化政策，类似于奥地利对克恩顿州斯洛文尼亚少数民族所采取的日耳曼化政策。从1922年到1929年，马里博尔是马里博尔州的所在地，马里博尔州是南斯拉夫的一个分区，后来成为德拉瓦河省的一部分。直到第二次世界大战，马里博尔被认为是该国发展最快的城市。

### 第二次世界大战和之后

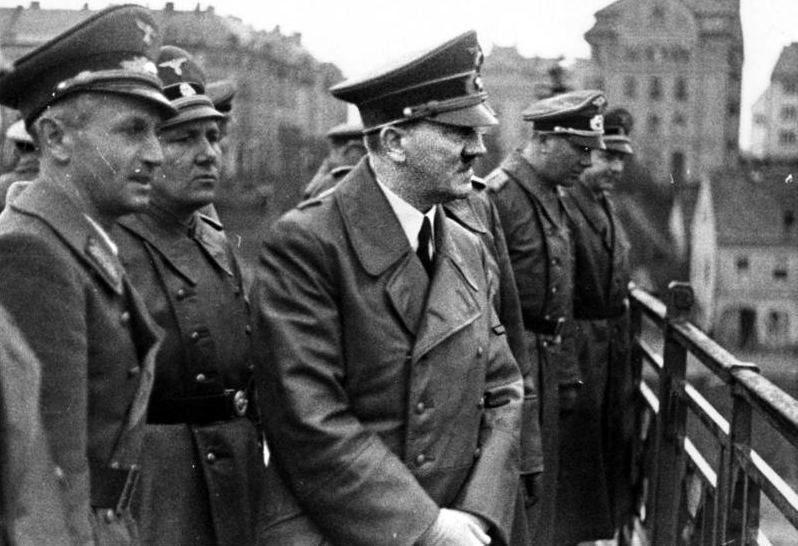
1941年4月9日，德国军队进入马尔堡。26日，希特勒来此视察并发表演说，要使此地“重新成为德国人的土地”。图为希特勒和他的将军们在马尔堡老桥上

1941年，以斯洛文尼亚人为主的下施蒂利亚被纳粹德国吞并。1941年4月8日晚上9点，德国军队开进该市。4月26日，阿道夫·希特勒鼓励他的追随者“让这片土地再次成为德国的（一部分）”，访问了马里博尔，当地德国人在城市城堡组织了一场盛大的招待会。占领后，纳粹德国立即开始将斯洛文尼亚人大规模驱逐到克罗地亚独立国以及塞尔维亚，后来又驱逐到德国的集中营和劳改营。 纳粹的目标是在战后将下施蒂里亚州的人口德国化。斯洛文尼亚爱国者被扣为人质，许多人后来在马里博尔和格拉茨的监狱中被枪杀。这导致了斯洛文尼亚游击队的有组织抵抗。 马里博尔和被占领的斯洛文尼亚的第一次抵抗行动发生在希特勒访问后三天，当时斯洛文尼亚共产党人和SKOJ成员烧毁了两辆德国汽车。

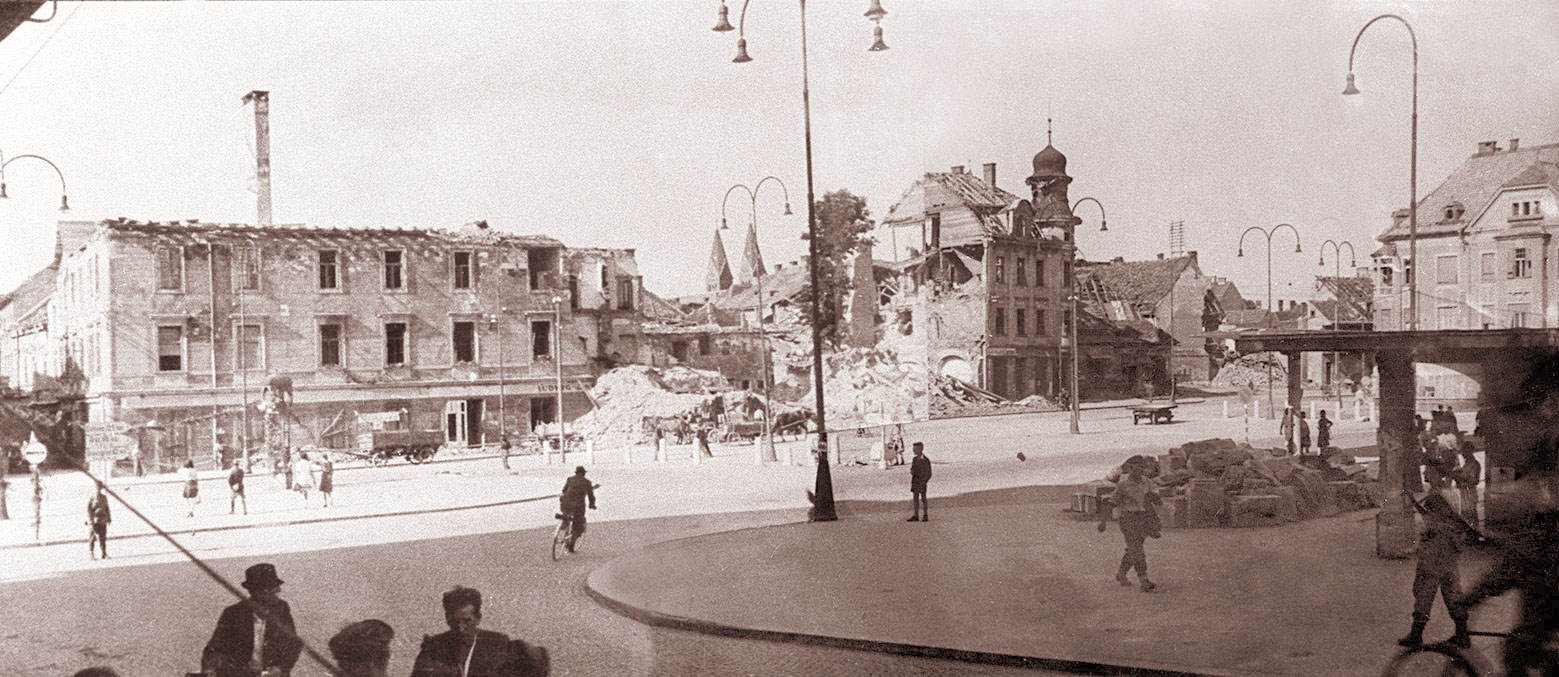
1945年，废墟中的马里博尔

1941年至1945年间，马里博尔是德国战俘营的所在地，关押着许多1941年在克里特岛被俘的英国、澳大利亚和新西兰军队。1944年，欧洲最大规模的战俘营救发生在奥日巴尔特突袭行动中，有105名盟军战俘被斯洛文尼亚游击队员成功解放。这座城市是一个拥有广泛军事工业的主要工业中心，在第二次世界大战的最后几年遭到盟军的系统轰炸。总共发生了29次轰炸袭击，摧毁了该市约47%的地区，造成483名平民死亡，4,200多人无家可归。在战争期间，超过2,600人在马里博尔死亡。到战争结束时，马里博尔是南斯拉夫国内受战争破坏最严重的主要城镇。除了那些在战争期间积极支持抵抗运动的人外，其余的讲德语的人口在1945年5月战争结束时被立即驱逐出境。与此同时，试图逃离南斯拉夫的克罗地亚家园卫队成员及其亲属被南斯拉夫军队处决。斯洛文尼亚独立后，马里博尔及其附近地区存在九个万人坑。

### 当代历史
第二次世界大战后，马里博尔成为南斯拉夫社会主义联邦共和国斯洛文尼亚社会主义共和国的一部分。这座城市开始了重大的更新和重建过程。马里博尔很快成为斯洛文尼亚和整个南斯拉夫的工业中心，拥有许多知名公司，如马里博尔汽车厂（TAM）等。在斯洛文尼亚独立战争中，南斯拉夫人民军和斯洛文尼亚领土防御部队之间的第一次冲突发生在附近的佩克雷和马里博尔的街道上，导致冲突首次伤亡。1991年斯洛文尼亚脱离南斯拉夫后，南斯拉夫市场的丧失严重影响了该市以重工业为基础的经济。该市的失业率创下了近25%的纪录。
1990年代中期危机后，随着经济大衰退和欧洲主权债务危机的爆发，马里博尔的经济状况再次恶化，这是2012-13年马里博尔抗议活动开始的原因之一，该抗议活动扩大变成2012-2013年斯洛文尼亚抗议活动。2012年，马里博尔成为两欧洲文化之都之一，次年，马里博尔成为欧洲青年之都。

## 地理

### 地形

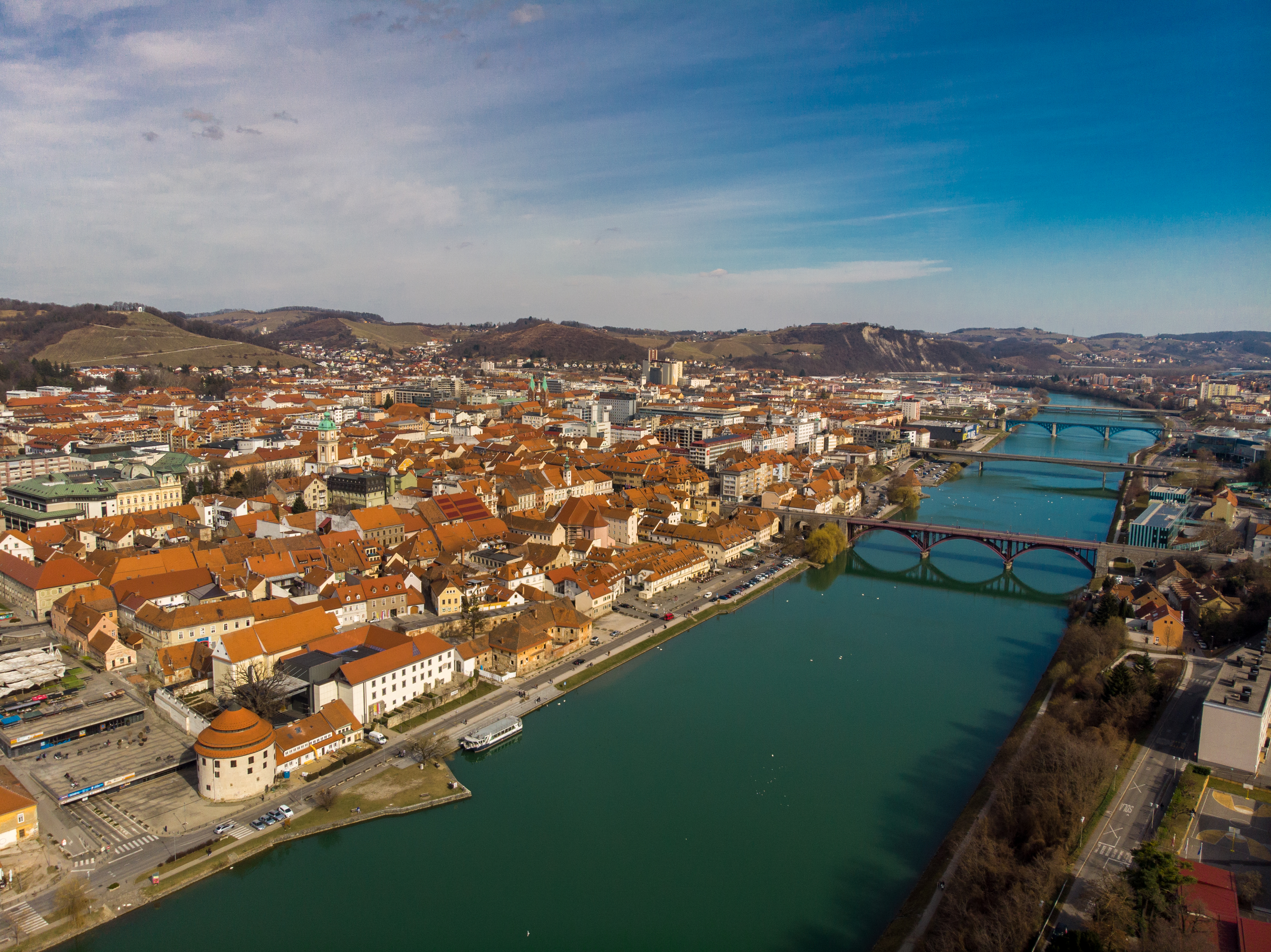
鸟瞰全市

在德拉瓦河上坐落着马里博尔岛（Mariborski otok）。岛上最古老的公共浴池仍然是马里博尔重要且经常参观的地方。
马里博尔有两座山：卡尔瓦里山和金字塔山，周围环绕着葡萄园。后者在城市的北部边界占主导地位。那里还矗立着11世纪第一座马里博尔城堡的废墟和19世纪的小教堂。登上这座山可以方便地俯瞰马里博尔和德拉瓦河以南的乡村。

### 分区

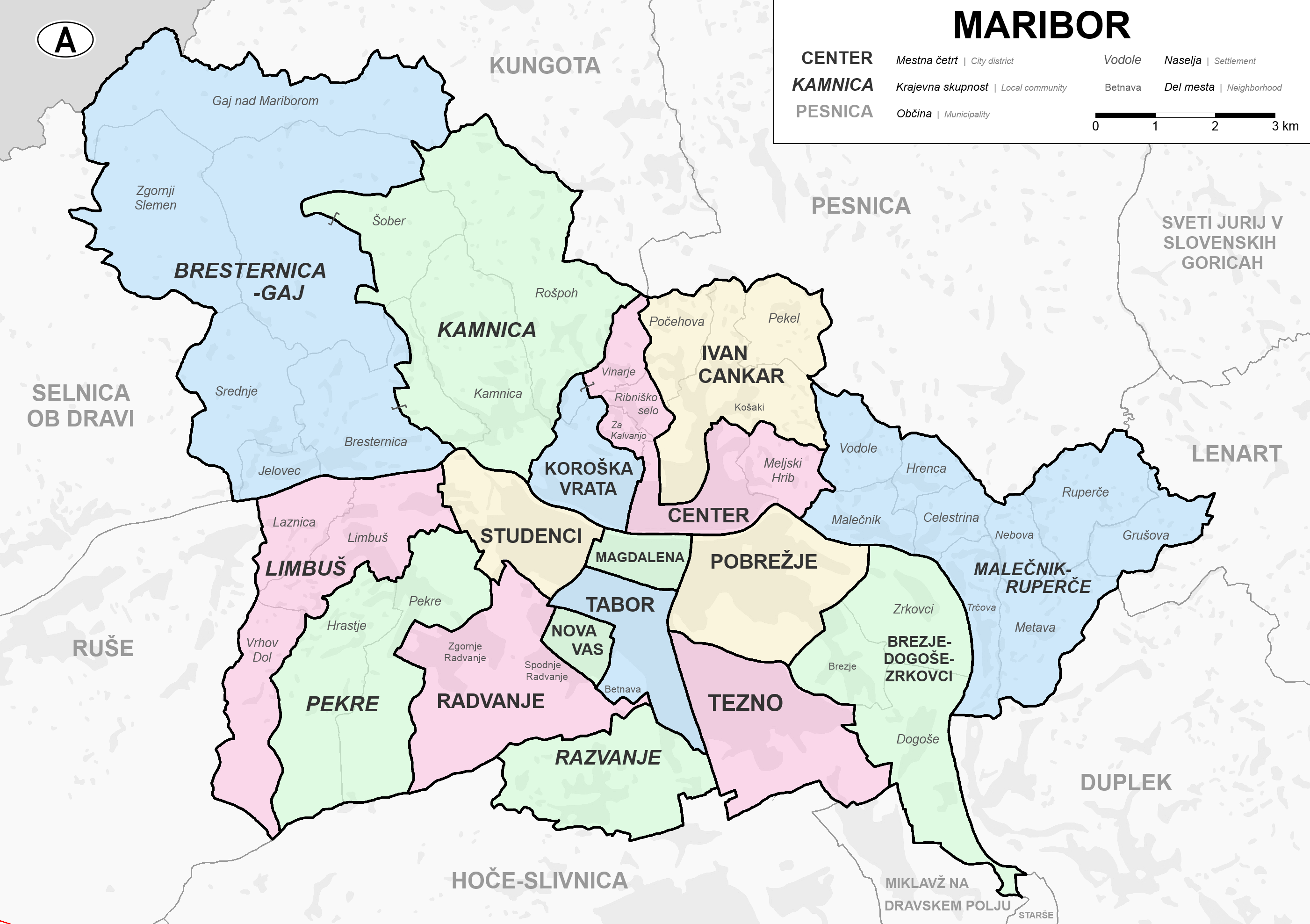
马里博尔市区划

马里博尔市分为11个市辖区（斯洛文尼亚语：mestne četrti）。德拉瓦河将北部的Center、Koroška Vrata和Ivan Cankar区与南部的其他区分开。各个城区由四座公路桥、一座铁路桥和一座人行天桥连接。

### 气候
马里博尔为湿润大陆性气候（柯本气候分类： Dfb）， 与海洋性气候 （柯本： Cfb）接壤。冬季平均气温徘徊在零摄氏度左右。夏天通常很温暖。该市最热的月份（7月）的平均气温超过20摄氏度，这是马里博尔葡萄酒传统的主要原因之一。该市年平均降水量约为900毫米（35.4 英寸），是斯洛文尼亚阳光最充足的城市之一，全年平均有266个晴天。8月份的最高温度记录为40.6°C，由斯洛文尼亚环境署（ARSO）于2013年8月8日在马里博尔-塔博尔气象站测量。
| 马里博尔市的气候 (正常 1991–2020, 极端 1950–2020)          | 马里博尔市的气候 (正常 1991–2020, 极端 1950–2020) | 马里博尔市的气候 (正常 1991–2020, 极端 1950–2020) | 马里博尔市的气候 (正常 1991–2020, 极端 1950–2020) | 马里博尔市的气候 (正常 1991–2020, 极端 1950–2020) | 马里博尔市的气候 (正常 1991–2020, 极端 1950–2020) | 马里博尔市的气候 (正常 1991–2020, 极端 1950–2020) | 马里博尔市的气候 (正常 1991–2020, 极端 1950–2020) | 马里博尔市的气候 (正常 1991–2020, 极端 1950–2020) | 马里博尔市的气候 (正常 1991–2020, 极端 1950–2020) | 马里博尔市的气候 (正常 1991–2020, 极端 1950–2020) | 马里博尔市的气候 (正常 1991–2020, 极端 1950–2020) | 马里博尔市的气候 (正常 1991–2020, 极端 1950–2020) | 马里博尔市的气候 (正常 1991–2020, 极端 1950–2020) |
| 月份                                                       | 1月                                               | 2月                                               | 3月                                               | 4月                                               | 5月                                               | 6月                                               | 7月                                               | 8月                                               | 9月                                               | 10月                                              | 11月                                              | 12月                                              | 全年                                              |
| ---------------------------------------------------------- | ------------------------------------------------- | ------------------------------------------------- | ------------------------------------------------- | ------------------------------------------------- | ------------------------------------------------- | ------------------------------------------------- | ------------------------------------------------- | ------------------------------------------------- | ------------------------------------------------- | ------------------------------------------------- | ------------------------------------------------- | ------------------------------------------------- | ------------------------------------------------- |
| 历史最高温 °C（°F）                                        | 17.8 (64.0)                                       | 21.4 (70.5)                                       | 25.5 (77.9)                                       | 28.9 (84.0)                                       | 32.1 (89.8)                                       | 35.3 (95.5)                                       | 37.7 (99.9)                                       | 39.7 (103.5)                                      | 32.7 (90.9)                                       | 27.0 (80.6)                                       | 25.7 (78.3)                                       | 19.5 (67.1)                                       | 39.7 (103.5)                                      |
| 平均高温 °C（°F）                                          | 4.2 (39.6)                                        | 6.9 (44.4)                                        | 11.8 (53.2)                                       | 16.9 (62.4)                                       | 21.4 (70.5)                                       | 25.3 (77.5)                                       | 27.1 (80.8)                                       | 26.7 (80.1)                                       | 21.4 (70.5)                                       | 16.1 (61.0)                                       | 9.9 (49.8)                                        | 4.6 (40.3)                                        | 16.0 (60.8)                                       |
| 日均气温 °C（°F）                                          | 0.0 (32.0)                                        | 1.7 (35.1)                                        | 6.0 (42.8)                                        | 11.0 (51.8)                                       | 15.6 (60.1)                                       | 19.5 (67.1)                                       | 21.0 (69.8)                                       | 20.4 (68.7)                                       | 15.5 (59.9)                                       | 10.7 (51.3)                                       | 5.7 (42.3)                                        | 0.8 (33.4)                                        | 10.7 (51.3)                                       |
| 平均低温 °C（°F）                                          | −3.8 (25.2)                                       | −2.9 (26.8)                                       | 0.7 (33.3)                                        | 5.0 (41.0)                                        | 9.6 (49.3)                                        | 13.3 (55.9)                                       | 14.7 (58.5)                                       | 14.4 (57.9)                                       | 10.4 (50.7)                                       | 6.2 (43.2)                                        | 2.1 (35.8)                                        | −2.8 (27.0)                                       | 5.6 (42.1)                                        |
| 历史最低温 °C（°F）                                        | −26.3 (−15.3)                                     | −26.1 (−15.0)                                     | −23.9 (−11.0)                                     | −9.5 (14.9)                                       | −4.5 (23.9)                                       | 0.5 (32.9)                                        | 3.5 (38.3)                                        | 4.5 (40.1)                                        | −1.7 (28.9)                                       | −6.6 (20.1)                                       | −17.4 (0.7)                                       | −24.1 (−11.4)                                     | −26.3 (−15.3)                                     |
| 平均降水量 mm（）                                          | 33 (1.3)                                          | 43 (1.7)                                          | 49 (1.9)                                          | 62 (2.4)                                          | 97 (3.8)                                          | 107 (4.2)                                         | 103 (4.1)                                         | 101 (4.0)                                         | 113 (4.4)                                         | 87 (3.4)                                          | 82 (3.2)                                          | 60 (2.4)                                          | 939 (37.0)                                        |
| 平均最大雪深 cm（）                                        | 5 (2.0)                                           | 6 (2.4)                                           | 2 (0.8)                                           | 0 (0)                                             | 0 (0)                                             | 0 (0)                                             | 0 (0)                                             | 0 (0)                                             | 0 (0)                                             | 0 (0)                                             | 1 (0.4)                                           | 3 (1.2)                                           | 1.4 (0.6)                                         |
| 平均降水天数（≥ 0.1 mm）                                   | 8                                                 | 8                                                 | 9                                                 | 12                                                | 14                                                | 13                                                | 12                                                | 11                                                | 11                                                | 11                                                | 12                                                | 10                                                | 131                                               |
| 月均日照時數                                               | 83.4                                              | 112.8                                             | 155.0                                             | 195.8                                             | 240.2                                             | 256.9                                             | 277.5                                             | 259.2                                             | 183.9                                             | 141.5                                             | 80.4                                              | 68.6                                              | 2,055.2                                           |
| 来源1：Slovenian Environment Agency (snow depth 1981–2010) |                                                   |                                                   |                                                   |                                                   |                                                   |                                                   |                                                   |                                                   |                                                   |                                                   |                                                   |                                                   |                                                   |
| 来源2：NOAA (sun 1991–2020)                                |                                                   |                                                   |                                                   |                                                   |                                                   |                                                   |                                                   |                                                   |                                                   |                                                   |                                                   |                                                   |                                                   |

## 人口
| 统计时间 | 人口    |
| -------- | ------- |
| 1991年   | 119,828 |
| 2002年   | 110,668 |
| 2006年   | 111,073 |
| 2010年   | 112,346 |
| 2014年   | 112,028 |

## 宗教

### 天主教

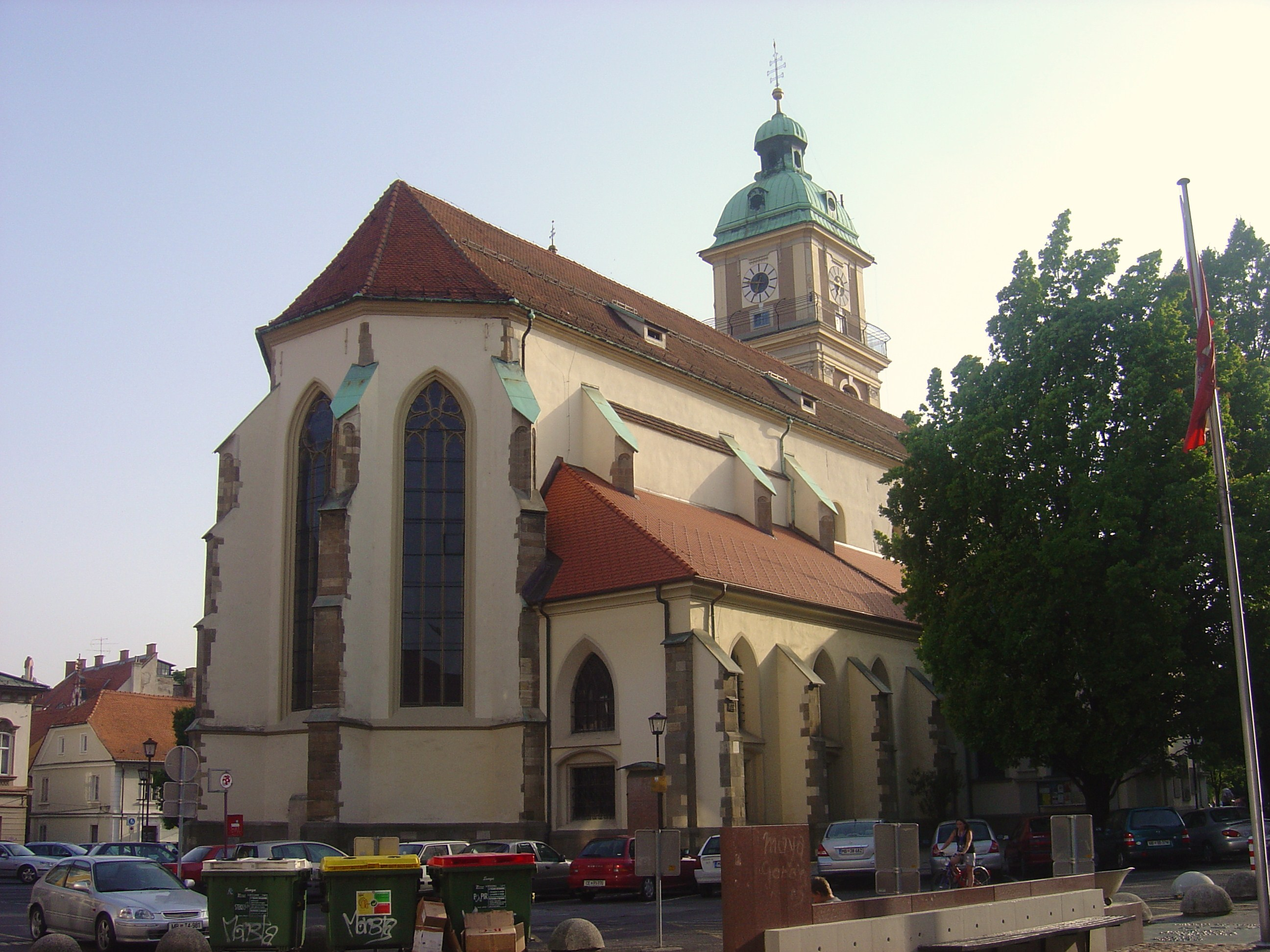
马里博尔大教堂

马里博尔以前在天主教格拉茨-塞考教区，于1859年6月1日成为拉万特教区的一部分，并成为其采邑主教的所在地。教区名称（以克恩顿州的一条河流命名）后来于1962年3月5日改为马里博尔教区。2006年4月7日，教皇本笃十六世将其提升为总教区。

### 犹太教

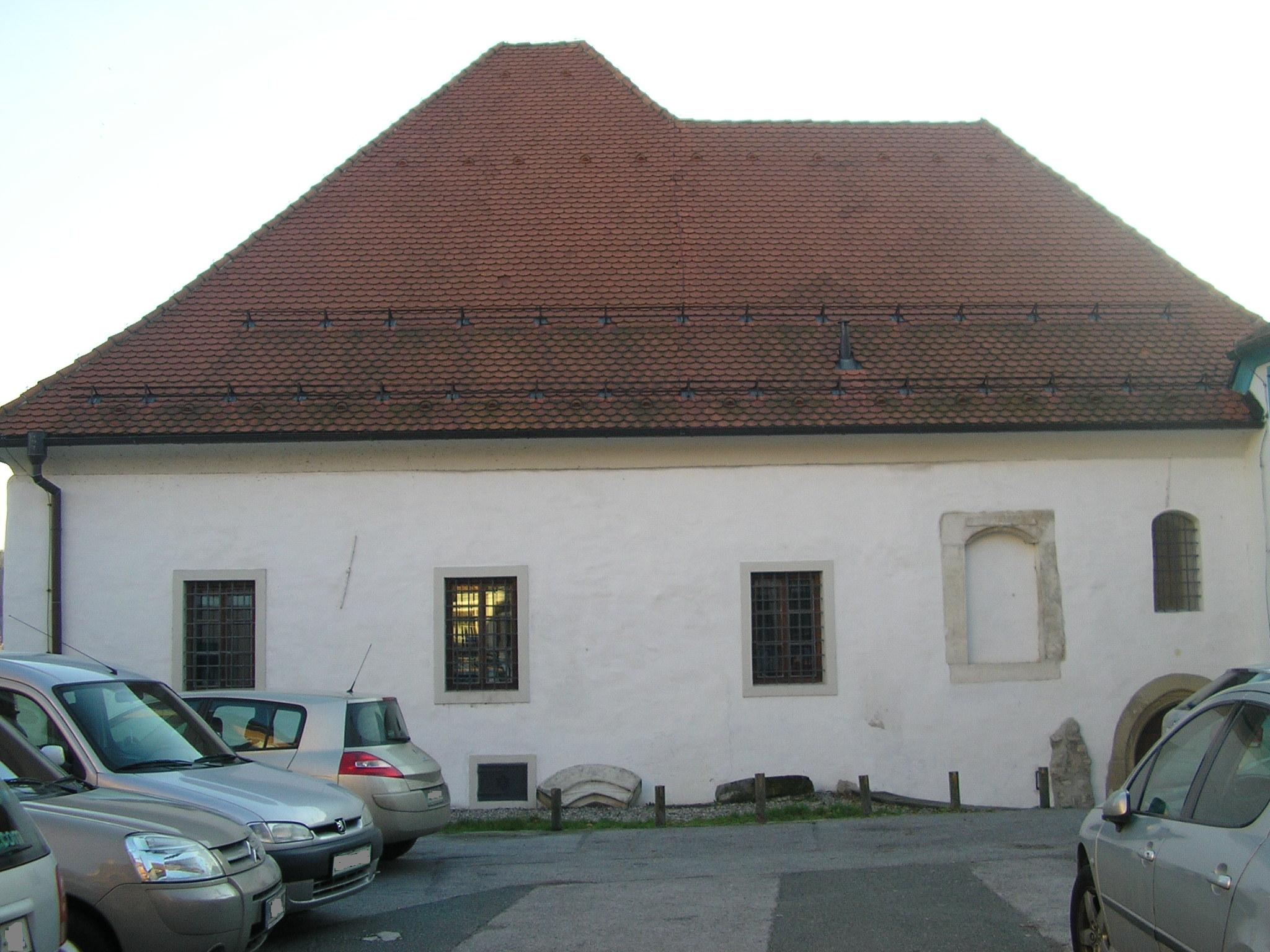
马里博尔犹太会堂

居住在马里博尔的犹太人于1277年首次被提及。有人认为，当时这个城市已经有一个犹太区。犹太人聚居区位于城市的东南部，在其鼎盛时期，它包括市中心的几条主要街道，包括城市主广场的一部分。贫民窟有一座犹太会堂、一座犹太墓地和一所塔木德学校。马里博尔的犹太社区在数量上在1410年左右达到顶峰。1450年后，情况发生了巨大变化：日益激烈的竞争与经济危机同时发生，对经济活动造成了严重打击，而这些活动对他们的经济成就至关重要。根据皇帝马克西米连一世于1496年颁布的一项法令，犹太人被迫离开马里博尔。直到1861年，对犹太人定居点和商业的限制仍然存在。从1941年春末开始，在下施蒂利亚被第三帝国吞并后，马里博尔的犹太人被驱逐到集中营。

## 文化

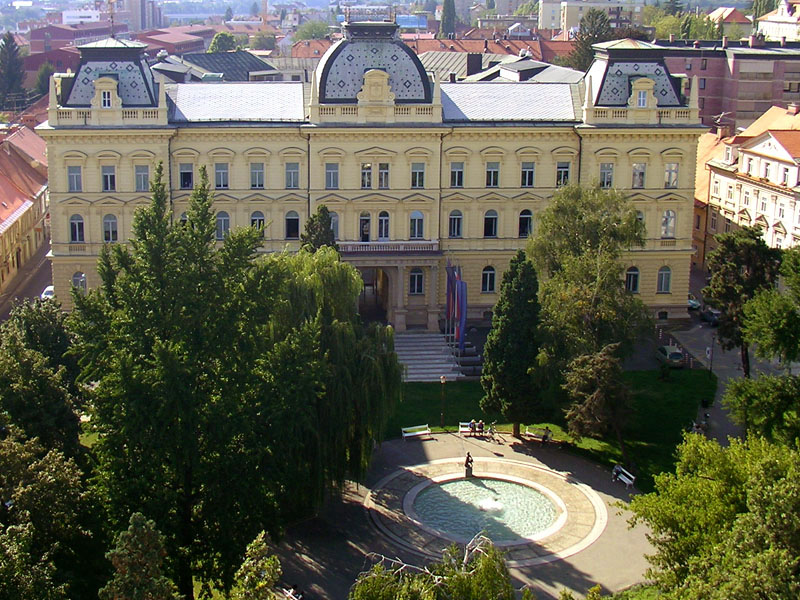
马里博尔大学本部

这座城市是马里博尔大学的所在地，该大学成立于1975年，欧洲母校大学和其他几所高等教育机构。高中包括马里博尔第一高中（Prva gimnazija Maribor）和马里博尔第二高中（II. gimnazija Maribor）。
每年6月，为期两周的伦特节（Lent Festival，以河滨区伦特命名）举行，届时将举办数百场音乐、戏剧和其他活动。每年，这个节日都会吸引来自世界各地的戏剧、歌剧、芭蕾舞表演者、古典、现代和爵士音乐家和舞蹈家。

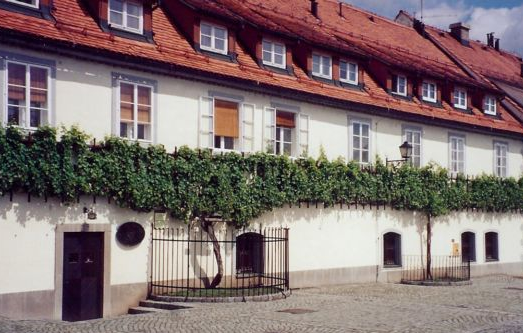
马里博尔具备400多年历史的伊美扎卡葡萄老藤，生产在老藤之家前面，旁边是它切出的子藤

马里博尔以国际和斯洛文尼亚美食的葡萄酒和烹饪特色菜（蘑菇汤配荞麦糊，牛肚，酸汤，酸菜香肠，奶酪饺子，苹果馅饼，称为吉巴尼察的特殊奶酪蛋糕）而闻名。这里还有许多受欢迎的餐厅，提供塞尔维亚美食。维纳格酒窖（Vinagova vinska klet）面积为20.000m2（215.28平方英尺），长度为2公里（1英里），保存着550万升葡萄酒。位于伦特的世界上最古老的葡萄藤（Hiša stare trte）的房子（老藤之家）种植着世界上最古老的葡萄藤，该葡萄藤于2004年被记录在吉尼斯世界纪录中。伊美扎卡葡萄藤已有400多年的历史。
从马里博尔发射的收听率最高的广播电台是商业广播电台——广播城市（Radio City）。从马里博尔广播的其他电台包括Radio NET FM，马里博尔广播，马里博尔摇滚，Radio Brezje和马里博尔学生广播（MARŠ）。
马里博尔的另一面景象位于佩卡纳文化中心，该中心位于马格达莱纳区的一个前军事面包店区。

### 建筑

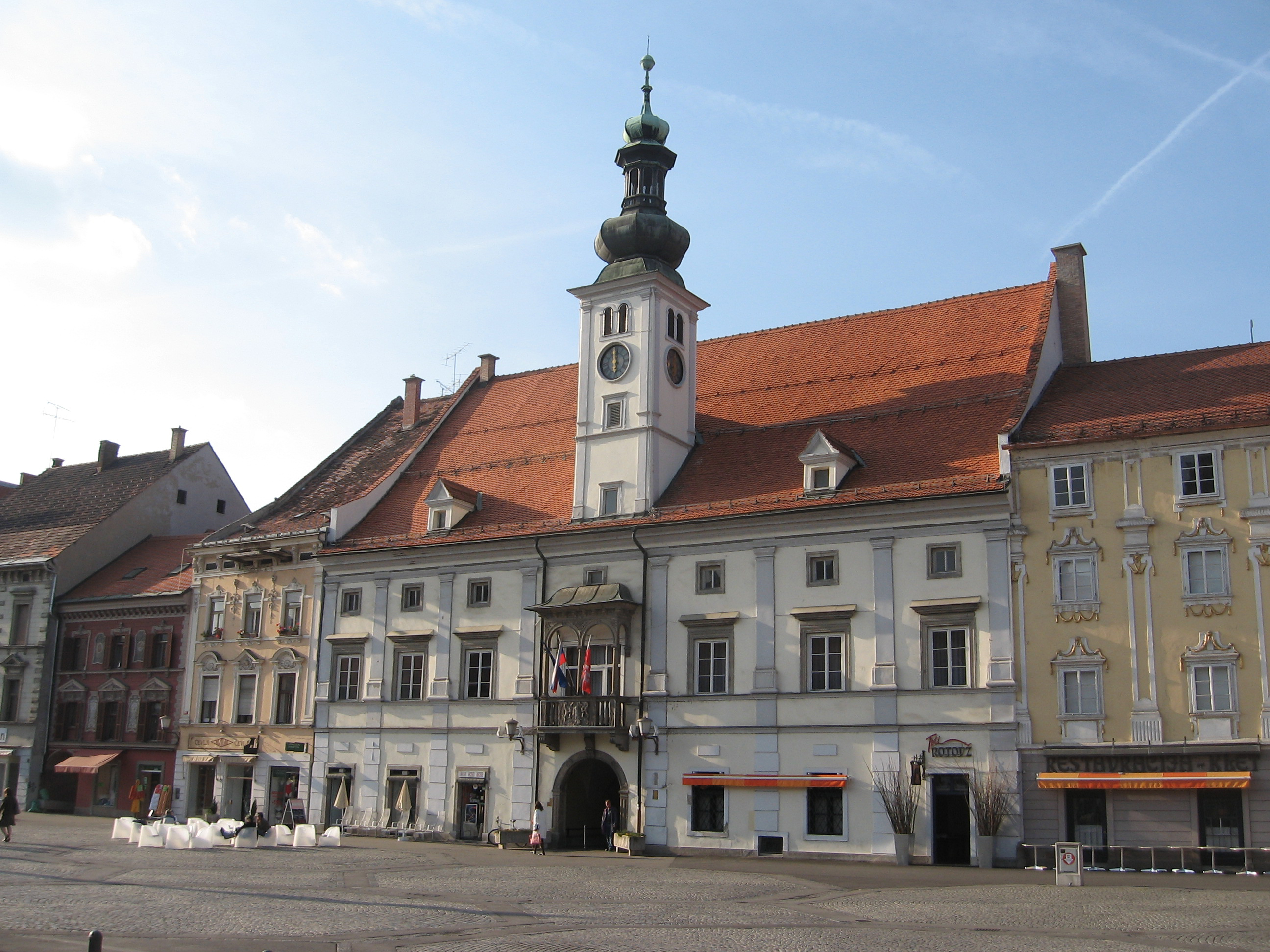
马里博尔市政厅

马里博尔矗立着许多历史建筑。在老城区周围的城墙遗迹中，最突出的是审判塔、水塔和犹太塔。马里博尔大教堂建于13世纪，采用哥特式风格。马里博尔犹太会堂建于14世纪，是欧洲第二古老的犹太会堂。如今，它已成为文化活动的中心。其他著名的中世纪建筑是马里博尔城堡，贝特纳瓦城堡和金字塔山上的上马里博尔城堡遗址。市政厅以文艺复兴风格建造，瘟疫柱以巴洛克风格建造。
在21世纪初，计划建造一个新的现代商业，住宅和娱乐区，称为德拉瓦门（Dravska vrata），绰号马里博尔曼哈顿。该项目包括许多新的独家住宅公寓、办公室和会议厅、一个绿色和娱乐空间以及其他结构。它还包括一座111米（364英尺）高的摩天大楼，这将是斯洛文尼亚最高的建筑。由于资金不足，该项目已被推迟。
2008 年，斯图登茨人行天桥（Studenška brv）根据庞廷公司的设计进行了翻新。该设计于当年在波尔图举行的第三届国际人行天桥会议上授予。

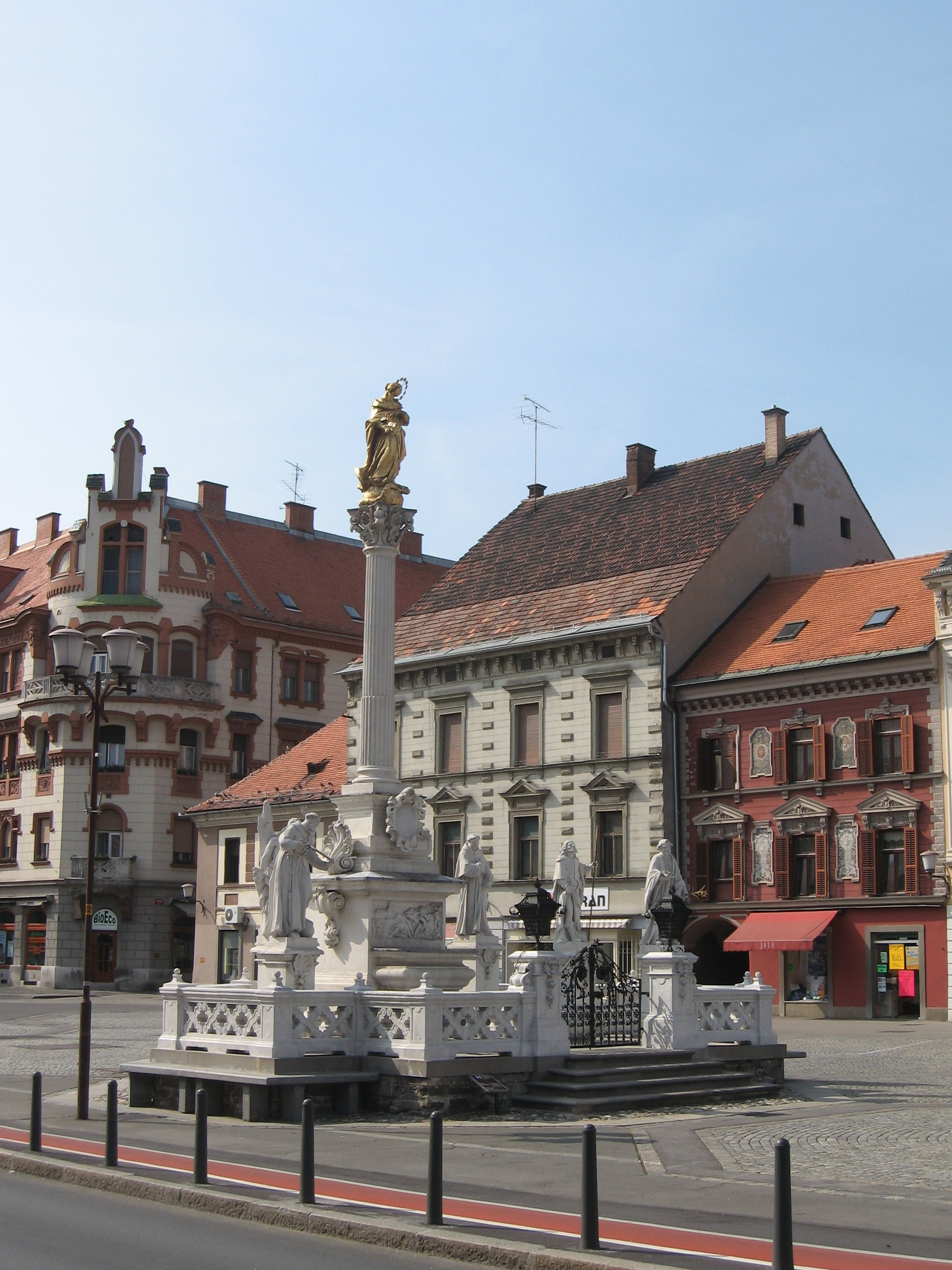
马里博尔瘟疫柱

2010年，马里博尔组织了一次国际建筑竞赛ECC马里博尔2012–德拉瓦2012，以收集有关德拉瓦河岸设计和重建，新艺术画廊建设以及新人行天桥的建议。评审团收到了关于三个不同项目的约400份提案。人行天桥和河堤在不久之后建成，但艺术画廊被文化中心MAKS所取代，该中心目前正在建设中。

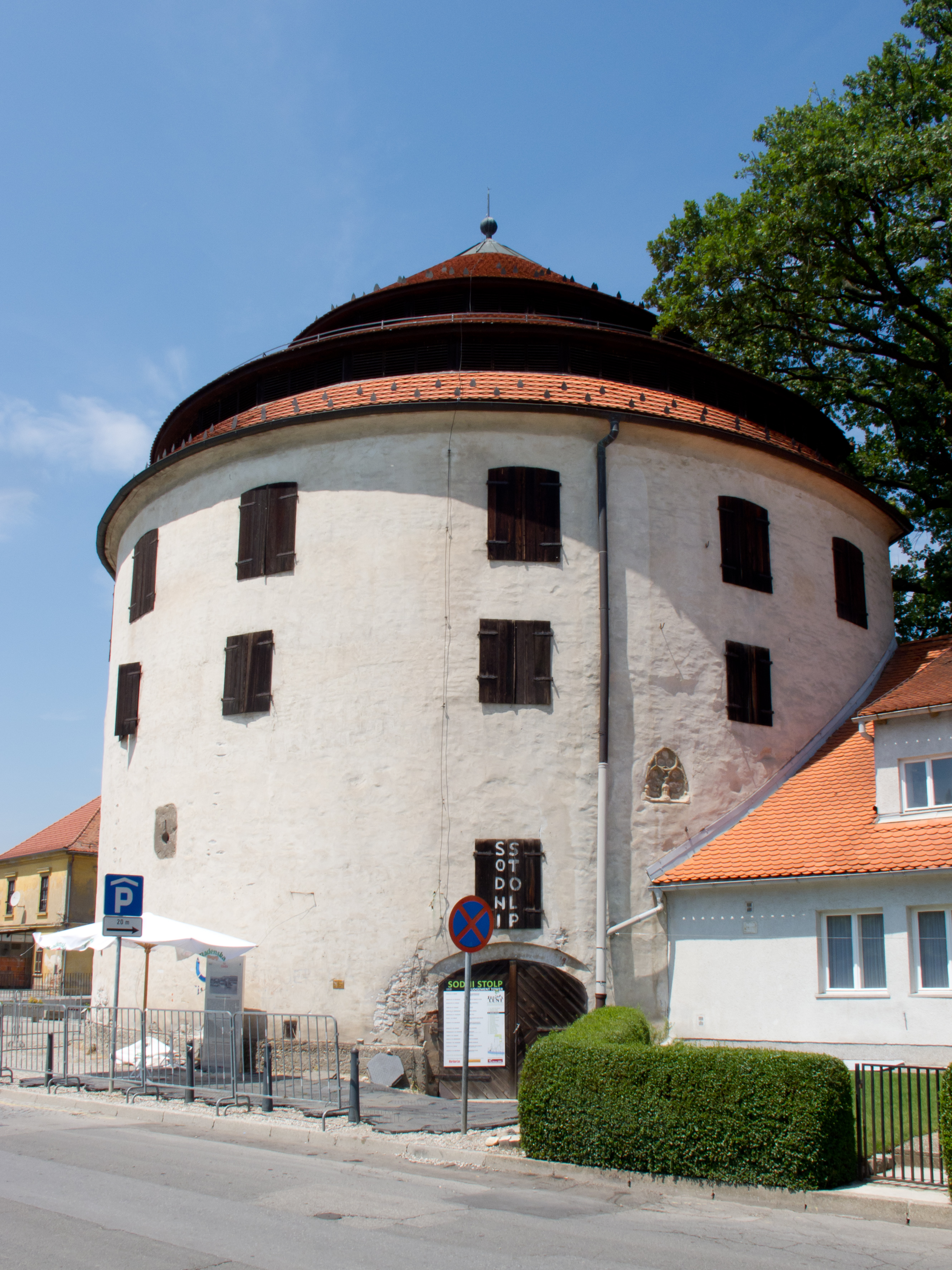
马里博尔审判塔

2011年，在德拉瓦河附近开始建设新的现代化医学院。它由建筑师鲍里斯·波德雷卡（Boris Podrecca）设计，于2013年完工。
市政府计划翻新马里博尔公共图书馆和市政厅广场（Rotovški trg）。此外，还计划对德拉瓦河的马里博尔岛（Mariborski otok）进行翻新。

### 公园和绿地

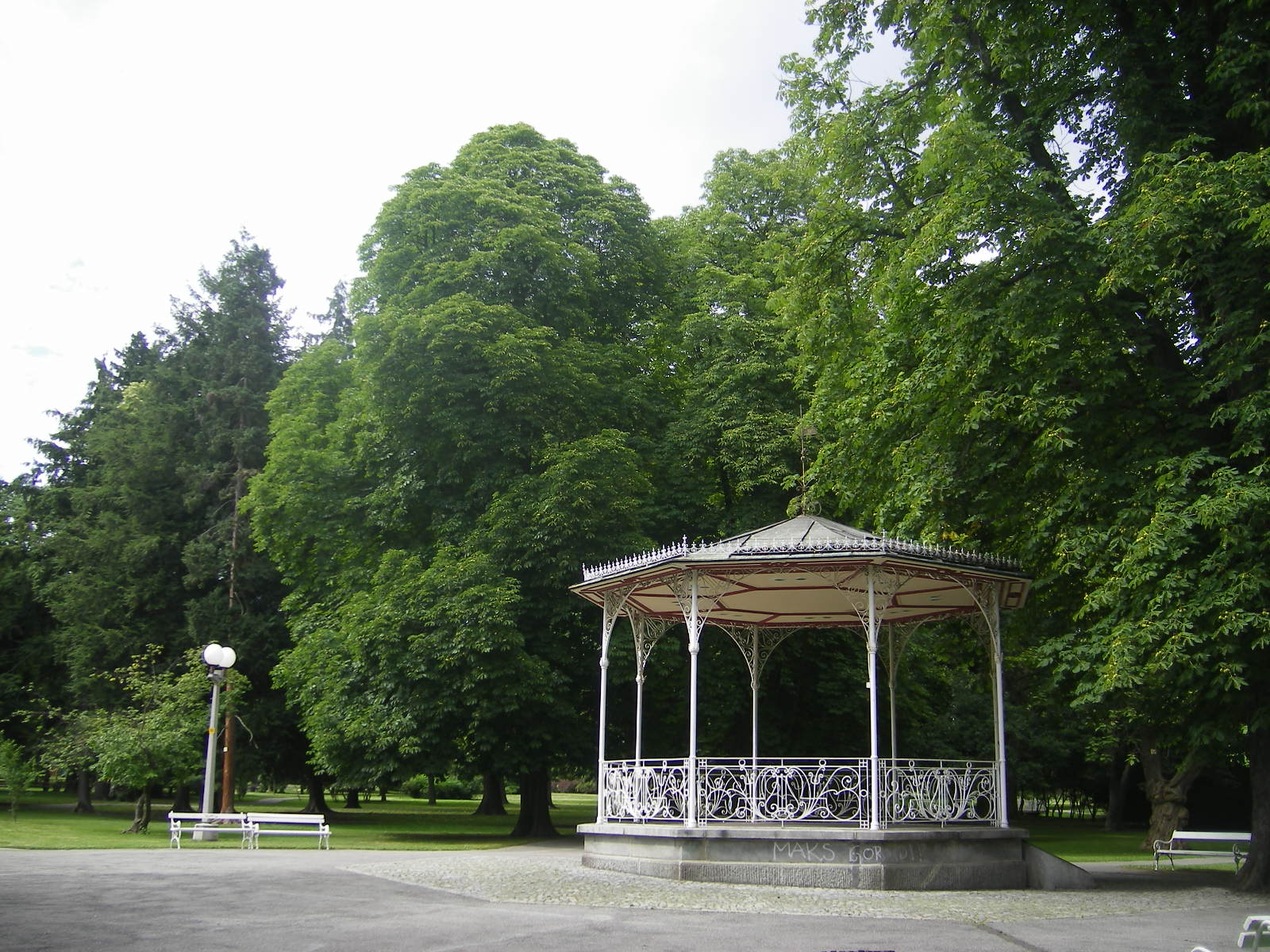
马里博尔城市公园内的演奏台

马里博尔的主要公园是城市公园，设有城市水族馆和玻璃花园，以及通往三池塘（Trije ribniki）的宽阔长廊，其中包含100多种本地和外国落叶树和针叶树。

## 体育
马里博尔是马里博尔足球俱乐部的家乡，在斯洛文尼亚甲级联赛中比赛。马里博尔创纪录地赢得了16次国内联赛冠军，并在1999年、2014年和2017年三次参加欧洲冠军联赛小组赛。俱乐部的主场是位于卡林西亚之门区的人民花园体育场。

### 冬季运动
马里博尔波霍列滑雪胜地位于城市郊区的波霍列山脉的山坡上，曾举办过高山滑雪世界杯的女子回转和大回转比赛。这项被称为金狐狸（斯洛文尼亚语：Zlata lisica）的比赛于1964年首次举行，2019年是最后一次在马里博尔举行。从那时起，由于城市缺乏积雪，该赛事已转移到克拉尼斯卡戈拉。

### 赛事举办

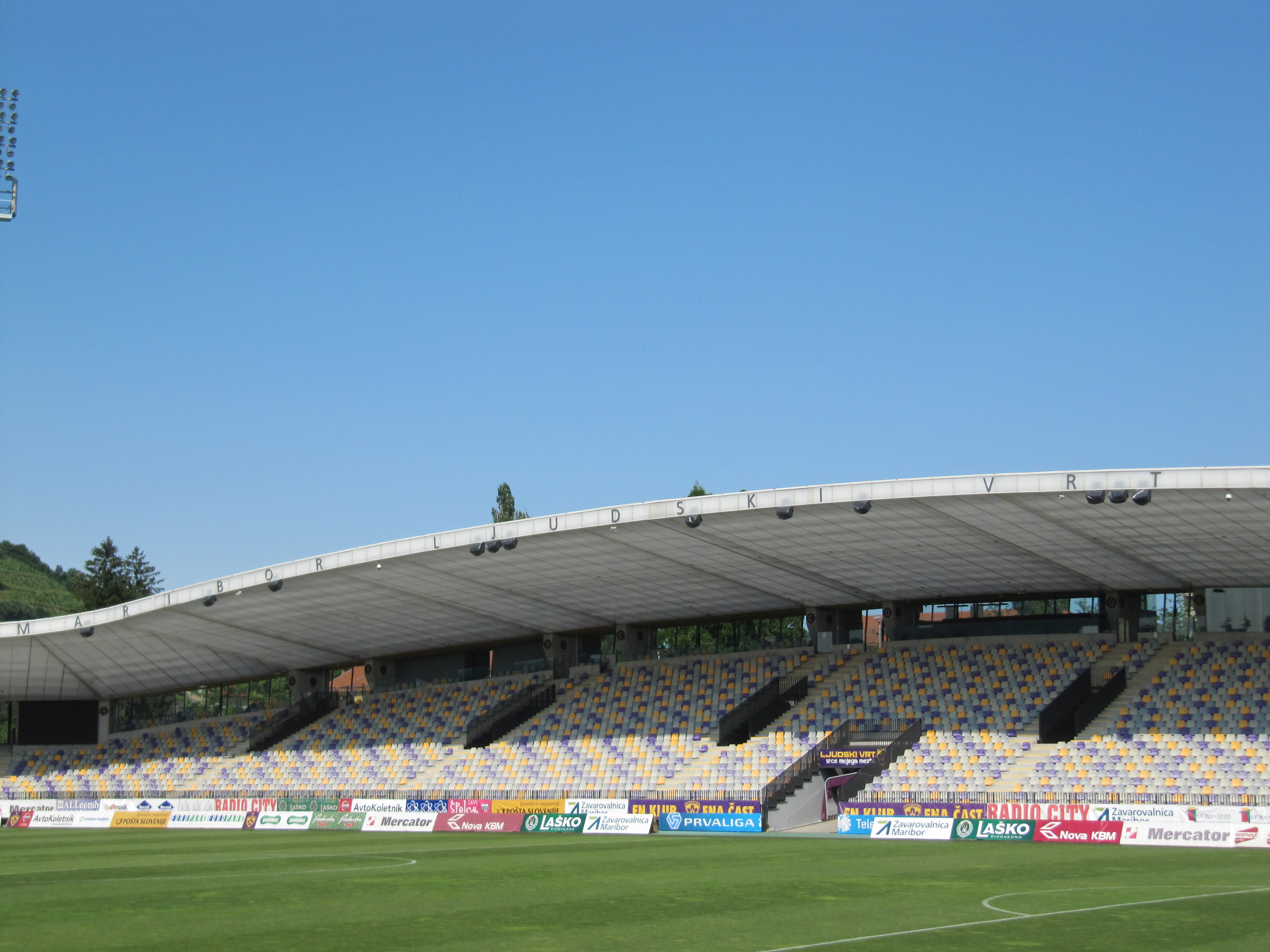
人民花园体育场

2012年11月，马里博尔主办了世界青年国际象棋锦标赛，加里·卡斯帕罗夫（Garry Kasparov）担任主宾。据推测，马里博尔预定主办2013年冬季世界大学运动会，但斯洛文尼亚政府拒绝为该项目提供任何财政支持。因此，2012年3月，国际大学生体育联合会决定在意大利特伦托举办世界大学生运动会。同年，由于缺乏资金，马里博尔也退出了2013年欧洲篮球锦标赛的主办城市。
马里博尔的人民花园体育场是2012年U-17欧洲锦标赛和2021年U-21欧洲锦标赛的场地之一。2023年7月，马里博尔举办了第17届欧洲青少年奥林匹克运动会。

### 体育公园
马里博尔的体育公园包括波霍列肾上腺素公园 （Adrenalinski park Pohorje）、波霍列自行车公园和贝特纳瓦冒险乐园（Pustolovski park Betnava），那里有绳索课程、溜索和杆子。

## 交通

马里博尔车站

- 陆运方面有马里博尔车站，1844年启用，2021年完成升级。
- 空运方面有马里博尔爱德华·鲁斯扬机场，启用于1976年，是国内仅次于卢布尔雅那约热·普奇尼克机场的国际机场。

## 友好城市
马里博尔拥有多个姊妹城市和伙伴城市：

### 姊妹城市
- 英国 格林威治区
- 塞爾維亞 克拉列沃
- 德国 马尔堡
- 義大利 乌迪内
- 匈牙利 松博特海伊
- 奥地利 格拉茨
- 盧森堡 佩唐日
- 奥西耶克
- 法國 图尔
- 俄羅斯 圣彼得堡
- 美国 普韦布洛
- 乌克兰 哈尔科夫
- 中国 广州
- 中国 重庆

### 伙伴城市
- 北馬其頓 库马诺沃
- 中国 宁波
- 中国 南京
- 中国 南昌
- 塞爾維亞 诺维萨德
- 中国 淮安
- 马卡尔斯卡
- 中国 盐城
- 中国 无锡
- 俄羅斯 沃洛格达
- 蒙特內哥羅 巴尔
- 库塔伊西
- 白俄羅斯 莫洛杰奇诺
- 中国 武汉
- 伊朗 马哈拉特
- 伊朗 萨里
- 保加利亚 大特尔诺沃
- 塞爾維亞 斯梅代雷沃
- 俄羅斯 奥廖尔
- 中国 西安
- 中国 济南